# Сан Ђорђо Ал'Изола (Асколи Пичено)
Сан Ђорђо Ал'Изола (итал. San Giorgio All'Isola) насеље је у Италији у округу Асколи Пичено, региону Марке.
Према процени из 2011. у насељу је живело 42 становника. Насеље се налази на надморској висини од 676 м.